# 1497 en philosophie
Chronologie de la philosophie
- 1493
- 1494
- 1495
- 1496
- 1497
- 1498
- 1499
- 1500
- 1501

L’année 1497 a été marquée, en philosophie, par les événements suivants :

## Publications
- Albert de Saxe, Quaestiones in Aristotelis libros posteriorum, Venise, Boneto Locatello pour Ottaviano Scoto.
- Lorenzo Maggiolo, De conversione propositionum, Venise, Alde Manuce : dédié au cardinal Hippolyte Ier d'Este, l'ouvrage évoque les commentaires d'Averroès sur Aristote à partir des traductions d'Élie del Medigo.

## Naissances
- Vers 1497 : 
  - Agostino Steuco, philologue et philosophe italien, mort le 15 mars 1548.